# Павло Лопата
Павло Лопата (нар. 20 березня 1945, с. Калинів, тепер округ Меджилабірці, Словаччина) — український культурний діяч та художник в Канаді.

## Життєпис
Народився у лемківському с. Калинів (тепер Словаччина). У 1966—1968 роках навчався в Університеті образотворчого мистецтва у Братиславі. У 1969 році емігрував до Канади в місто Торонто. Закінчив у 1972 році Коледж Жоржа Бравна і отримав диплом із комерційного мистецтва. 30 травня 1986 року, отримавши диплом, закінчив студії мистецтва в Онтаріо Коледж оф Арт, Торонто. Від 1991 р. до кінця 1998 р. працював куратором та адміністративним директором у галереї Канадсько-української мистецької фундації, де зорганізував понад 70 образотворчих виставок багатьох мистців із Канади, Америки й України.
У своїх образотворчих працях добре опанував малювання олівцем та техніку яєчної темпери, акриліку й олії. Теми в нього різні: портрети, лемківські церкви, лінеарно-експресіоністичні картини, ікони та твори сюрреалістично-символічні. На сторінках різних періодичних видань, газет і журналів опубліковано понад 220 його статей та рецензій на мистецькі видання, виставки поодиноких образотворчих мистців та спогади для популяризації визначних українських художників. Понад 900 його художніх творів перебувають у приватних і музейних колекціях у Канаді, Америці, Польщі, Чехії, Словаччині та в Україні. Влаштував 29 персональних виставок та взяв участь у понад 70 групових виставках.

## Творчий доробок
Доробок — станкове мистецтво, лемківські церкви, ікони, символічний сюрреалізм, лінеарний експресіонізм.
Десятки творів мистця знаходяться в галереях Канади, США, Словаччини, Чехії, Польщі та України.
До 2016 р. відбулося загалом 29 персональних виставок і понад 70 групових виставок художника.
- «Дівчина з терлицею» (1972);
- «Везуть на ярмарок» (1975);
- «Будують дорогу» (1977);
- «Дівчина з коромислом» (1978);
- «Біля криниці» (1980);
- «Бандуристка» (1988);
- «Сопілкар» (1988);
- «Скрипаль» (1989; 2012);
- «Збір урожаю» (1989);
- «Чорнобильська Мадонна», «Дівчина з квіткою» (1990);
- «День після Чорнобиля» (1991);
- «Неофіти», «Автопортрет» (обидва — 1992);
- «Така її доля…», «Сіяч» (1993);
- «Свята Трійця», «Міраж», «Зняття з хреста» (1994);
- «Дерево життя» (1995);
- «Уніфікатор», «Всемогутній» (1996);
- «Троїсті музики» (1997);
- «Кров Христа — не вода», «Хрещення» (1999);
- «Т. Шевченко», «Св. Константин», «Св. Василій», «Дівчина зі скрипкою», «Замріяна», «Посланець», «Суддя» (поч. 2000-х рр.);
- «Адам і Єва» (2006);
- «Дівчина з квіткою» (2009)[3];
- «Козак Мамай», «Зачісує волосся» (2010);
- «Дівчина з прядкою» (2013);
- «Молода пара» (2014);
- «Ой чий то кінь стоїть» (2015).